# Conorbela
Conorbela is een geslacht van weekdieren uit de klasse van de Gastropoda (slakken).

## Soort
- Conorbela antarctica (Strebel, 1908)